# Phytomyza lugentis
Phytomyza lugentis este o specie de muște din genul Phytomyza, familia Agromyzidae, descrisă de Griffiths în anul 1972. Conform Catalogue of Life specia Phytomyza lugentis nu are subspecii cunoscute.